# Leptocheirus mariae
Leptocheirus mariae is een vlokreeftensoort uit de familie van de Corophiidae. De wetenschappelijke naam van de soort is voor het eerst geldig gepubliceerd in 1973 door Karaman.